# Minoru Mochizuki

Minoru Mochizuki (望月 稔, Mochizuki Minoru), né en avril 1907 à Shizuoka (préfecture de Shizuoka) et mort le 30 mai 2003 à Aix-en-Provence (Bouches-du-Rhône), est un judoka, aïkidoka et karatéka japonais. C'est  l'introducteur de l'aïkido en France. Il fut l'élève direct du créateur du judo, Jigorō Kanō, et du fondateur de l'aïkido, Morihei Ueshiba. Il rencontra également Gichin Funakoshi le « père » du karaté moderne.
Il a été pendant sa carrière 10e dan d’aïkido, 9e dan de ju-jitsu, 8e dan de iaido, de judo et de kobudo et enfin 5e dan de kendo, de karaté et de jo-jutsu.
Il est le père de Hiroo Mochizuki, introducteur du karaté en Europe et créateur du Yoseikan Budo.

## Biographie
Il est né à Shizuoka, capitale de la préfecture de Shizuoka, en avril 1907.  
Un de ses grands-pères était un samouraï. 
Jigorō Kanō, son maître, le considérait comme un de ses meilleurs élèves et pour cette raison, il l'envoya, avec Jiro Takeda, étudier l'art de Morihei Ueshiba. 
Il devint donc l'élève de Ōsensei et un aïkidoka de grande valeur. 
Persuadé que les arts martiaux sont dénaturés par leur séparation en différentes disciplines et leur transformation en sport, sa pratique cherchait à assembler les principales techniques de la tradition martiale japonaise. C'est ainsi que dans son dojo Yoseikan créé en 1931 à Shizuoka, qui était aussi sa maison, il enseigne l'aïkido, le judo et le karaté.
Il soignait également des patients en pratiquant la kinésithérapie / ostéopathie.
En 1951, il se rend en bateau en France et débarque à Marseille, initialement pour participer à une conférence de l'UNESCO à Genève. Il donne des cours de judo à Marseille puis à Paris avec Mikinosuke Kawaishi.
Il est le premier à introduire l'aïkido en France.
Il retourne dans sa patrie en 1953.
Le dojo Yoseikan est fréquemment visité par des spécialistes d’arts martiaux du monde entier.
En 1963, année suivant celle du décès de Jim Alcheik, expert français, s'engagèrent des dissensions au sein de la direction technique de la FFATK. Cette dernière, par l'intermédiaire de Alain Floquet puis de Émile Blanc (oncle de Jim et cofondateur de la FFATK), confia à Hiroo Mochizuki, personnalité indiscutable, sa direction technique. En 1975, Hiroo Mochizuki fonde officiellement le Yoseikan Budo. En 2000, Minoru transmet officiellement la direction du dojo Yōseikan et des pratiques qui y sont enseignées à son fils.
Dans les dernières années de sa vie, Minoru Mochizuki partit pour la France pour y vivre avec son fils. Malgré les désagréments de la vieillesse, il a pratiqué sa passion jusqu'à la fin de sa vie. Il décède à Aix-en-Provence (Bouches-du-Rhône), le 30 mai 2003, de mort naturelle, à 96 ans, entouré de son fils Hiroo et de ses petits-enfants.